# Sverigedemokraternas partistyrelse
Sverigedemokraternas partistyrelse är Sverigedemokraternas näst högsta beslutande organ efter Landsdagarna och fungerar som partiets styrelse.

## Lista över Sverigedemokraternas partistyrelse

### Interimsstyrelse 1988
Presidium
- Leif Zeilon, talesman
- Jonny Berg, talesman

Ledamöter

- Jerker Magnusson, partikassör
- Lars Ljungh
- Sven Davidson
- Johan Rinderheim
- Ulf Ranshede
- Richard Meyer
- "Robert Andersson" (pseudonym)

### 1989–1990
Presidium
- Anders Klarström, talesman

Ledamöter

- Sven Davidson
- Tord Hagström
- Per Johansson
- Jerker Magnusson
- Niklas Krantz
- Ola Sundberg
- Reine Wikström
- Lars Ljungh

Suppleanter

- Maria Fogel
- Örjan Melander

### 1990–1991
Presidium
- Madeleine Larsson, talesman
- Anders Klarström, talesman

Ledamöter

- Ulf Stehr
- Jerker Magnusson
- Christer Lindell
- Mikael Lahrzon
- Robert Andersson
- Gabriel Wikman

Suppleanter

- Sven Davidson
- Lars Kärnestam
- Ola Sundberg
- Berndt Hübner

### 1991–1992
Presidium
- Anders Klarström, ordförande
- Bo Nilsson, vice ordförande

Ledamöter

- Jerker Magnusson, kassör
- Tomas Lindqvist, vice kassör
- Madeleine Larsson
- Christer Lindell
- Niklas Irberger
- Henrik Enmark

Suppleanter

- Mikael Lahrzon
- Bengt Öman

### 1992–1993
Presidium
- Anders Klarström, ordförande

Ledamöter

- Tomas Lindqvist
- Henrik Enmark
- Bengt Öman
- Gun Svensson
- Tina Hallgren
- Peter Schmied
- Mats Tolgén
- Solveig Metus

Suppleanter

- Ingemar Ramell
- Roger Lindh

### 1993–1994
Presidium
- Anders Klarström, ordförande
- Tina Hallgren Bengtsson, vice ordförande

Ledamöter
- Stefan Andersson
- Jan Billing
- Henrik Enmark
- Thomas Johansson
- Tomas Lindqvist
- Solveig Metus
- Ingemar Ramell
- Benny Rydén
- Mats Tolgén
- Sven Davidsson
- Peter Schmeid

### 1994–1995
Presidium
- Anders Klarström, ordförande
- Tina Hallgren Bengtsson, vice ordförande
- Mikael Jansson, andra vice ordförande

Ledamöter

- Lars Emanuelsson, partiorganisatör
- Henrik Enmark
- Tomas Johansson
- Marcus Koch
- Mats Tolgén
- Robert Vesterlund, SDU
- Charlotte Wemmenlöv
- Roger Lindh

Suppleanter
- Ing-Marie Dahlström
- Sven-Erik Larsson

### 1995–1996
Presidium
- Mikael Jansson, ordförande
- Tina Hallgren Bengtsson, vice ordförande
- Tomas Andersson, andra vice ordförande

Ledamöter

- Peter Kjellin
- Sven-Erik Larsson
- Torbjörn Kastell
- Arnold Boström
- Mats Tolgén
- Per Emanuelsson
- Anders Westergren
- Lars Emanuelsson, partiorganisatör
- Henrik Enmark
- Urban Persson, SDU
- Marcus Koch
- Mats Germundsson

Suppleanter

- Jimmy Windeskog
- Magnus Edman
- Jan Bengtsson
- Magnus Lundin

### 1996–1997
Presidium
- Mikael Jansson, ordförande
- Tomas Andersson, vice ordförande
- Anders Westergren, andra vice ordförande

Ledamöter

- Henrik Enmark
- Lars Emanuelsson
- Arnold Boström
- Marcus Koch
- Jimmy Windeskog, SDU
- Thomas Söderberg
- Jakob Eriksson
- Eva Nyman
- Magnus Edman
- Per Emanuelsson
- James Christensen
- Paul Svensson

Suppleanter

- Torbjörn Kastell
- Mats Tolgén
- Martin Karlsson
- Steve Larsson

### 1997
Presidium
- Mikael Jansson, ordförande
- Jakob Eriksson, första vice ordförande
- Anders Westergren, andre vice ordförande

Ledamöter

- Lars Emanuelsson
- Arnold Boström
- Martin Karlsson
- Torbjörn Kastell
- Jimmy Windeskog
- Markus Koch
- Eva Nyman
- Thomas Söderberg
- Joakim Larsson
- Magnus Edman
- Per Emanuelsson
- Paul Svensson

Suppleanter

- Steve Larsson
- Arne Andersson
- Roland Nilsson
- Michael Bergman
- Jimmie Åkesson
- Jan Åvall
- Björn Söder

### 1998
Presidium
- Mikael Jansson, ordförande
- Johan Rinderheim, första vice ordförande
- Anders Westergren, andre vice ordförande

Ledamöter

- Jakob Eriksson, partisekreterare
- Tor Paulsson, partiorganisatör
- Arnold Boström, kassör
- Torbjörn Kastell, tidningsansvarig
- Jimmy Windeskog, SDU
- Martin Karlsson, IT-ansvarig
- Eva Nyman
- Thomas Söderberg
- Joakim Larsson
- Per Emanuelsson
- Paul Svensson
- Gun-Britt Holmgren

Suppleanter

- Markus Koch
- Steve Larsson
- Arne Andersson
- Roland Nilsson
- Jimmie Åkesson
- Björn Söder
- Anders Steen
- Jens Leandersson
- Christian Andersson
- Martina Lundqvist

### 1999
Presidium
- Mikael Jansson, ordförande
- Johan Rinderheim, förste vice ordförande
- Anders Westergren, andre vice ordförande

Ledamöter

- Jakob Eriksson
- Arnold Boström
- Tor Paulsson
- Torbjörn Kastell
- Jimmy Windeskog
- Martin Karlsson
- Per Emanuelsson
- Gun-Britt Holmgren
- Eva Nyman
- Paul Svensson
- Arne Andersson
- Michael Andersson

Suppleanter

- Steve Ahlberg
- Christian Andersson
- Jan-Åke Isaksson
- Richard Johansson
- Joakim Larsson
- Steve Larsson
- Mats Spjuth
- Anders Steen
- Thomas Söderberg
- Vávra Suk

### 2000
Presidium
- Mikael Jansson, ordförande
- Johan Rinderheim, förste vice ordförande
- Torbjörn Kastell, andre vice ordförande

Ledamöter

- Jakob Eriksson
- Arnold Boström
- Jimmie Åkesson
- Arne Andersson
- Michael Andersson
- Per Emanuelsson
- Tommy Funebo
- Eva Nyman
- Joakim Larsson
- Steve Larsson
- Tor Paulsson
- Anders Steen
- Björn Söder
- Jimmy Windeskog

### 2001
Presidium
- Mikael Jansson, ordförande
- Johan Rinderheim, förste vice ordförande
- Torbjörn Kastell, andre vice ordförande

Ledamöter

- Jimmy Windeskog, partisekreterare
- Arnold Boström, kassör
- Jimmie Åkesson, SDU
- Tommy Funebo, partiorganisatör
- Jakob Eriksson
- Arne Andersson
- Michael Andersson
- Per Emanuelsson
- Richard Jomshof
- Joakim Larsson
- Steve Larsson
- Eva Nyman
- Björn Söder

### 2002
Presidium
- Mikael Jansson, ordförande
- Johan Rinderheim, vice ordförande
- Torbjörn Kastell, andra vice ordförande

Ledamöter

- Jimmy Windeskog, partisekreterare
- Arnold Boström, partikassör
- Tommy Funebo, partiorganisatör
- Björn Söder
- Eva Nyman
- Jimmie Åkesson, SDU
- Arne Andersson
- Per Emanuelsson
- Richard Jomshof
- Jonas Åkerlund
- Sten Andersson
- Gun Kullberg

Suppleanter

- Gabriella Johansson, SDU
- Anders Westergren
- Michael Andersson
- Joakim Larsson
- Rolf Weine Berg
- Robert Schultes
- Lars Johansson
- Lars Henningsson
- Kjell Thalin
- Dag Sundius

### 2003
Presidium
- Mikael Jansson, ordförande
- Björn Söder, vice ordförande
- Johan Rinderheim, andra vice ordförande

Ledamöter

- Torbjörn Kastell, partisekreterare
- Arnold Boström, partikassör
- Jimmy Windeskog
- Joakim Larsson
- Tommy Funebo
- Eva Nyman
- Jimmie Åkesson, SDU
- Arne Andersson
- Richard Jomshof
- Linda Hedqvist
- Mattias Karlsson

Suppleanter

- Kenneth Sandberg
- David Lång
- Gorm Lind
- Rolf Weine Berg
- Michael Andersson
- Anders Ahl
- Torbjörn Tallroth
- Kjell Thalin
- Lars-Johan Hallgren

### 2004
Presidium
- Mikael Jansson, ordförande
- Björn Söder, vice ordförande
- Johan Rinderheim, andra vice ordförande

Ledamöter

- Jan Milld
- Richard Jomshof
- Arnold Boström
- Jonas Åkerlund
- Eva Nyman
- Mattias Karlsson
- Torbjörn Kastell
- Kenneth Sandberg
- David Lång
- Tony Wiklander
- Jimmie Åkesson

Suppleanter

- Lars-Johan Hallgren
- Linda Hedqvist
- Adam Marttinen
- Per Klarberg
- Michael Andersson
- Anna Hagwall
- Yngve Johansson
- Arne Andersson
- Daniel Spiik
- Jesper Swedberg

### 2005
Presidium
- Jimmie Åkesson, ordförande
- Tony Wiklander, vice ordförande
- Jonas Åkerlund, andra vice ordförande

Ledamöter

- Björn Söder, partisekreterare
- Anna Hagwall
- Yngve Johansson
- Richard Jomshof
- Mattias Karlsson
- Kenneth Sandberg
- Adam Marttinen
- Lars-Johan Hallgren
- Lars Isovaara
- Martin Kinnunen, SDU

Suppleanter

- Daniel Spiik
- Jimmie Stranne
- Gunilla Persson
- Per Klarberg
- Margareta Sandstedt
- Arnold Boström, partikassör

### 2006
Presidium
- Jimmie Åkesson, ordförande
- Jonas Åkerlund, vice ordförande
- Anna Hagwall, andra vice ordförande

Ledamöter

- Björn Söder, partisekreterare
- Richard Jomshof
- Mattias Karlsson
- Daniel Spiik
- Yngve Johansson
- Lars Isovaara
- Margareta Sandstedt
- Arnold Boström
- David Lång

Suppleanter
1. Peter Ekholm
2. Tony Wiklander
3. Adam Marttinen
4. Christer Axelsson
5. Allan Jönsson
6. Peter Martini

### 2007
Presidium
- Jimmie Åkesson, ordförande
- Jonas Åkerlund, vice ordförande
- Anna Hagwall, andra vice ordförande

Ledamöter

- Björn Söder, partisekreterare
- Per Björklund, partikassör
- Yngve Johansson
- Richard Jomshof
- Mattias Karlsson
- Lars Isovaara
- Martin Kinnunen, SDU
- Margareta Sandstedt
- David Lång

Suppleanter

- Peter Ekholm
- Tony Wiklander
- Peo Ejderhall
- David Kronlid
- Kent Ekeroth
- Daniel Spiik

### 2008
Presidium
- Jimmie Åkesson, ordförande
- Jonas Åkerlund, vice ordförande
- Anna Hagwall, andra vice ordförande

Ledamöter

- Björn Söder, partisekreterare
- Per Björklund, partikassör
- Mattias Karlsson
- Richard Jomshof
- Margareta Sandstedt
- Lars Isovaara
- Tony Wiklander
- Katarina Bengtsdotter
- David Lång
- Erik Almqvist, SDU

Suppleanter

- Sven-Olof Sällström
- Per Olov Olsén
- Johnny Skalin
- Yngve Johansson
- David Kronlid
- Carina Herrstedt

### 2009–2011
Presidium
- Jimmie Åkesson, ordförande
- Jonas Åkerlund, första vice ordförande
- Carina Herrstedt, andra vice ordförande

Ledamöter

- Björn Söder
- Anna Hagwall
- Mattias Karlsson
- Richard Jomshof
- Per Björklund
- Per-Olof Sällström
- Erik Almqvist
- Tony Wiklander
- Olle Larsson
- Johnny Skalin
- David Lång
- Per-Arne Wahlberg
- Stellan Bojerud
- Belinda Jehle

### 2011–2013
Presidium
- Jimmie Åkesson, ordförande
- Jonas Åkerlund, första vice ordförande
- Carina Herrstedt, andra vice ordförande

Ledamöter

- Björn Söder
- Per Björklund
- Mattias Karlsson
- Richard Jomshof
- Lars Isovaara
- Tony Wiklander
- Sven-Olof Sällström
- David Lång
- Johnny Skalin
- Erik Almqvist
- Marie Edenhager
- Therese Borg
- Hanna Wigh

Suppleanter

- Mikael Jansson
- Mattias Bäckström Johansson
- Markus Wiechel
- Magnus Olsson
- Julia Kronlid
- Fredrik Eriksson
- Pavel Gamov

### 2013–2015
Presidium
- Jimmie Åkesson, ordförande
- Jonas Åkerlund, vice ordförande
- Carina Herrstedt, andra vice ordförande

Ledamöter

- Björn Söder, partisekreterare
- Richard Jomshof
- Johnny Skalin
- Mattias Karlsson
- David Lång
- Tony Wiklander
- Therese Borg
- Hanna Wigh
- Paula Bieler
- Julia Kronlid
- Mattias Bäckström Johansson
- Sven-Olof Sällström

Suppleanter

- Mikael Jansson
- Roger Hedlund
- Magnus Olsson
- Pavel Gamov
- Markus Wiechel
- Peter Lundgren

### 2015–2017
Presidium
- Jimmie Åkesson, ordförande
- Julia Kronlid, vice ordförande
- Carina Herrstedt, andra vice ordförande

Ledamöter

- Mattias Bäckström Johansson
- Richard Jomshof
- Björn Söder
- Oscar Sjöstedt
- Mattias Karlsson
- Christina Östberg
- Paula Bieler
- Therese Borg
- Roger Hedlund
- Anne Karlsson
- David Lång
- Magnus Olsson
- Johnny Skalin
- Sven-Olof Sällström

Suppleanter

1. Markus Wiechel
2. Stefan Jakobsson
3. Aron Emilsson
4. Maria Liljedahl
5. Heikki Klaavuniemi
6. Andreas Feymark
7. Peter Lundgren

### 2017–2019
Presidium
- Jimmie Åkesson, ordförande
- Julia Kronlid, vice ordförande
- Carina Ståhl Herrstedt, andra vice ordförande

Ledamöter

- Richard Jomshof, partisekreterare
- Mattias Karlsson, internationell sekreterare fr.o.m. 20190909
- Paula Bieler
- Mattias Bäckström Johansson
- Roger Hedlund
- Anne Karlsson
- David Lång
- Magnus Olsson
- Oscar Sjöstedt, partikassör t.o.m. 20181015
- Johnny Skalin
- Sven-Olof Sällström
- Björn Söder
- Stefan Jakobsson (avgången september 2018)
- Aron Emilsson
- Therese Borg
- Christina Östberg

Suppleanter

1. Markus Wiechel
2. Maria Liljedahl
3. Heikki Klaavuniemi
4. Peter Lundgren, internationell sekreterare t.o.m. 20190909
5. Ann-Christine From Utterstedt
6. Sara Gille
7. Ljubica Jasic-Modin

### 2019–2021
Presidium
- Jimmie Åkesson, ordförande
- Henrik Vinge, förste vice ordförande
- Julia Kronlid, andre vice ordförande

Ledamöter

- Richard Jomshof (Partisekreterare)
- Mattias Karlsson (Internationell sekreterare)
- Mattias Bäckström Johansson
- Carina Ståhl Herrstedt
- Caroline Nordengrip
- Björn Söder
- Oscar Sjöstedt
- Tobias Andersson
- Hanna Nilsson
- Martin Kinnunen
- Linda Lindberg
- Bo Broman
- Heikki Klaavuniemi
- Jonas Andersson (Östergötland)
- Aron Emilsson
- Magnus Olsson

Suppleanter

1. Jörgen Grubb
2. Elin Jensen
3. Fredrik Lindahl
4. Ljubica Jasic-Modin
5. Jonas Andersson (Västerbotten)
6. Johan Wifralius
7. Zandra Pettersson
8. Katja Nyberg
9. Mats Nordberg
10. Peter Lundgren

### 2021–2023
Presidium
- Jimmie Åkesson, ordförande
- Henrik Vinge, förste vice ordförande
- Julia Kronlid, andre vice ordförande

Ledamöter

- Richard Jomshof (Partisekreterare)
- Mattias Karlsson (Internationell sekreterare)
- Aron Emilsson
- Björn Söder
- Bo Broman
- Carina Ståhl Herrstedt
- Fredrik Lindahl
- Hanna Nilsson
- Jessica Stegrud
- Jonas Andersson (Östergötland)
- Linda Lindberg
- Magnus Olsson
- Martin Kinnunen
- Mattias Bäckström Johansson
- Oscar Sjöstedt
- Tobias Andersson

Suppleanter

1. Elin Jensen
2. Roger Hedlund
3. Katja Nyberg
4. Zandra Pettersson
5. Jonas Andersson (Västerbotten)
6. Marianne Sandström
7. Dennis Dioukarev
8. Andrea Kronvall
9. Kristian Silbvers
10. Anna-Lena Blomqvist

### 2023–2025
Presidium
- Jimmie Åkesson, ordförande
- Henrik Vinge, första vice ordförande
- Linda Lindberg, andra vice ordförande

Ledamöter

- Mattias Bäckström Johansson
- Fredrik Lindahl
- Bo Broman
- Mattias Karlsson
- Aron Emilsson
- Hanna Nilsson
- Jessica Stegrud
- Roger Hedlund
- Magnus Olsson
- Martin Kinnunen
- Andrea Kronvall
- Kristian Silbvers
- Oscar Sjöstedt
- Richard Jomshof
- Tobias Andersson
- Julia Kronlid

Suppleanter

1. Kent Kumpula
2. Marianna Sandström
3. Dennis Dioukarev
4. Katja Nyberg
5. Robin Lennartsson
6. Louise Skaarnes
7. Elin Jensen
8. Zandra Pettersson
9. Ludvig Andersson
10. Pernilla Wikelund